# 미드나이트 (1939년 영화)
미드나이트(Midnight)는 미국에서 제작된 밋첼 레이슨 감독의 1939년 코미디, 멜로/로맨스 영화이다. 클로데트 콜베르 등이 주연으로 출연하였다.
이 영화는 문화적, 역사적, 미적 중요성으로 인해 미국 의회도서관에 의해 미국 국립영화등기부의 보존물로 선정되었다.

## 줄거리
미국인 쇼걸 이브 피바디는 몬테카를로에서 파리로 도착한다. 거센 빗속에서 그녀는 이브닝드레스 한 벌만 걸친 채, 돈도 갈 곳도 없이 헤매고 있었다.
헝가리 출신의 마음씨 좋은 택시 운전사 티보르 체르니를 만나고, 그는 그녀를 다양한 나이트클럽으로 데려다주며 일자리를 찾도록 도와준다. 이브는 두 배의 요금을 지불하겠다고 약속하지만, 구직에 실패하고 만다. 티보르는 그녀에게 식사를 대접하고 자신의 아파트에서 밤을 보내라고 권유한다. 이브도 티보르에게 마음이 있지만, 조용히 그곳을 떠난다.
비를 피하던 중 이브는 한 고전 음악회에 무단으로 들어가게 된다. 입장권이 없는 그녀는 자신의 여행 가방을 맡긴 전당표를 이용해 속인다. 연주회 주최자 스테파니는 무단 입장자가 있다는 사실을 알아차리고 관객 중 "이브 피바디"가 있는지 묻는다. 이브는 조용히 자리를 빠져나가려 하지만, 마르셀 르노에게 붙잡혀 다른 방에서 브리지 게임에 참여하게 된다. 게임 상대는 헬렌 플라마리옹 부인과 자크 피코라는 부유한 남성이다. 이브는 자신을 "체르니 부인"이라고 소개하고 자크와 짝을 이룬다.
게임 중 헬렌의 남편 조르주는 이브를 눈여겨보며, 그녀를 '체르니 남작의 부인'으로 가장해 대화에 끼어든다. 게임이 끝나고 이브와 자크는 몇 천 프랑의 빚을 지게 되는데, 이브는 이를 차용증으로 처리하려다 갑자기 자신의 지갑 안에 만 프랑이 있다는 사실을 알게 된다. 자크는 그녀를 리츠 호텔까지 동행하며 숙소로 안내하고, 도착한 이브는 고급 객실이 예약되어 있는 것을 보고 깜짝 놀란다.
한편, 이브를 찾아 헤매던 티보르는 동료 택시 기사들과 함께 5프랑씩 걷어 이브를 찾는 사람에게 상금을 주는 내기를 건다.
다음 날 아침, 이브는 고급 여행 가방과 정장이 도착해 있는 것을 발견하고 당황한다. 리무진과 운전기사까지 대기 중이던 그 순간, 조르주가 등장해 모든 상황을 설명한다. 조르주는 자크와 헬렌이 불륜 관계임을 알고, 이브가 자크를 유혹해 관계를 끊어주길 원한다. 그는 이브에게 거액의 비용과 함께 베르사유의 별장 주말 파티에 초대장을 건넨다.
자크는 이브에게 점점 빠져들고, 둘이 함께 별장으로 향하는 도중 한 택시 기사가 그들을 목격하고 상금을 가져간다. 헬렌은 전날 공연장의 무단 침입자가 이브였다는 사실을 알고, 마르셀에게 이브의 여행 가방을 가져오라고 지시한다.
별장에서는 이브와 자크가 함께 도착하면서 헬렌의 질투를 유발한다. 마르셀이 가져온 가방 속에는 쇼걸 사진이 들어 있었고, 헬렌은 이를 근거로 이브를 고발하려 한다. 그러나 바로 그때 "체르니 남작"이 등장하고, 티보르는 이브의 남편 행세를 한다. 이브와 단둘이 된 티보르는 사랑을 고백하고, 이브 역시 그에게 호감을 내비치지만 여전히 부유한 결혼을 포기하지 못한다.
다음 날, 이브는 티보르가 진실을 밝히려 한다고 생각하고, 체르니 가문은 종종 정신질환을 앓는다는 허구의 이야기를 꺼낸다. 조르주는 이 이야기에 맞장구치며 티보르를 정신 이상자처럼 다룬다. 자존심이 상한 티보르는 자리를 떠난다. 자크는 이브에게 이혼을 도와 결혼하겠다고 제안한다.
이브는 형식적인 이혼 소송에 출석하고, 티보르는 조르주로부터 돈을 받고 협조하는 척한다. 그러나 재판 중 티보르는 일부러 이상한 행동을 해 정신이상으로 간주되게 만들고, 프랑스 법상 이혼이 불가능해지도록 유도한다. 헬렌은 자크에 대한 감정을 정리하고 조르주와 함께 떠나며, 티보르와 이브는 결국 결혼 신고소로 향한다. 이 모습을 본 판사는 자신이 이혼을 거부한 바로 그 부부가 결혼하는 광경에 놀란다.

## 출연

### 주연
- 클로데트 콜베르 - 이브 피바디 역
- 돈 아메체 - 티보르 체르니 역
- 존 베리모어 - 조르주 플라마리웅 역

### 조연
- 프란시스 레더러 - 자크 피코 역
- 메리 애스터 - 헬렌 플라마리옹 역
- 일레인 배리 - 시몬 역
- 헤다 호퍼 - 스테파니 역
- 렉스 오말리 - 마르셀 르노 역
- 몬티 울리 - 판사 역
- 아르망 칼리즈 - 르본 역